# Atriplex lanfrancoi
Espèce
Statut de conservation UICN

 EN  : En danger
Atriplex lanfrancoi ou Cremnophyton lanfrancoi (en maltais, Bjanka ta' I-Irdum) est une Caryophyllales endémique de l'archipel maltais.

## Synonyme
- Cremnophyton lanfrancoi (en raison d'un changement de genre récent - en 2010 - l'espèce est encore largement connue sous son premier nom)

## Taxonomie
L'espèce est pour la première fois décrite en 1987 par les biologistes Salvatore Brullo et Pietro Pavone après que la plante ait été longtemps prise pour Halimione portulacoides. La nouvelle espèce est d'abord rattachée à un nouveau genre - Cremnophyton - créé pour elle. Le genre est finalement recatégorisé en Atriplex en 2010 par Gudrun Kadereit (es) et al. sur des arguments écologiques et morphologiques.
Le nom d'espèce est un hommage au biologiste maltais Edwin Lanfranco (es).

## Description
Atriplex lanfrancoi est un arbuste dense d'une taille qui peut atteindre 1,5 mètre. Les feuilles allongées sont légèrement charnues, jusqu'à 3 cm de long. Leur couleur est crème à gris blanc, presque argenté. La floraison est estivale. Les fleurs, petites et discrètes, sont disposées en grappes au début de l'automne. Les fruits forment de petites noix et prennent une teinte rouge intense quand ils mûrissent.

## Place évolutive
L'espèce présente des traits archaïques comme une préférence pour les failles calcaires ou encore un nombre inhabituel de chromosomes (n = 10) au sein du genre Atriplex qui en comptent habituellement n=9. Comme d'autres espèces endémiques maltaises, ces archaïsmes évolutifs sont interprétés comme un reliquat de l'ancienne flore tertiaire,.

## Habitat et Distribution géographique
L'arbuste pousse sur les falaises côtières escarpées le long du nord-ouest et sud des îles de Malte et Gozo, incluant le Fungus Rock.
L'espèce vit une très petite zone (couvrant moins de 100 km2). La population sauvage totale est estimée à plusieurs milliers d'individus mais aucun recensement n'a été effectué. La population survivante est très fragmentée. Certaines sous-populations ont probablement disparu comme celle des falaises de la région de San Pawl il-Bahar sur le nord-est de l'île de Malte.

## Menaces et protection
La régénération observée est très faible, sans doute à cause d'un insecte, Eurytoma sp., qui se nourrit de ses graines. D'autre part, toutes les plantes sauvages analysées étaient infectées d'un champignon non identifié. De plus, son habitat naturel tend à être colonisé par des espèces exotiques, telles que le Figuier de Barbarie, l'Agave d'Amérique ou Carpobrotus edulis. L'habitat est également menacé par les ondes de choc des explosions des carrières, la poussière, et parfois le goudronnage.
La plante est protégée, elle ne peut être cueillie ou ramassée dans la nature. Elle a facilement pu être reproduite par bouturage, elle est désormais disponible en jardinerie.
Elle est considérée par l'UICN comme faisant partie des 50 plantes les plus menacées des îles méditerranéennes.